# Conopsia terminiflava
Conopsia terminiflava är en fjärilsart som beskrevs av Embrik Strand 1913. Conopsia terminiflava ingår i släktet Conopsia och familjen glasvingar. Inga underarter finns listade i Catalogue of Life.